# فرزانه جمامی
فرزانه جمامی نوح، زاده (۱۴ اسفند ۱۳۶۷) در تهران که بازیکن سابق تیم ملی بسکتبال زنان ایران و چندین باشگاه مطرح لیگ برتری از راه آهن تهران بوده است، همچنین به عنوان سرمربی در تیم های کوشا نسیم سبلان،کوشا نسیم سپهر و هیرو هم فعالیت داشته است. فرزانه جمامی هم اکنون به عنوان سرمربی باشگاه بسکتبال زنان استقلال تهران در لیگ برتر بسکتبال زنان ایران فعالیت دارد.